# Hồ điều hòa

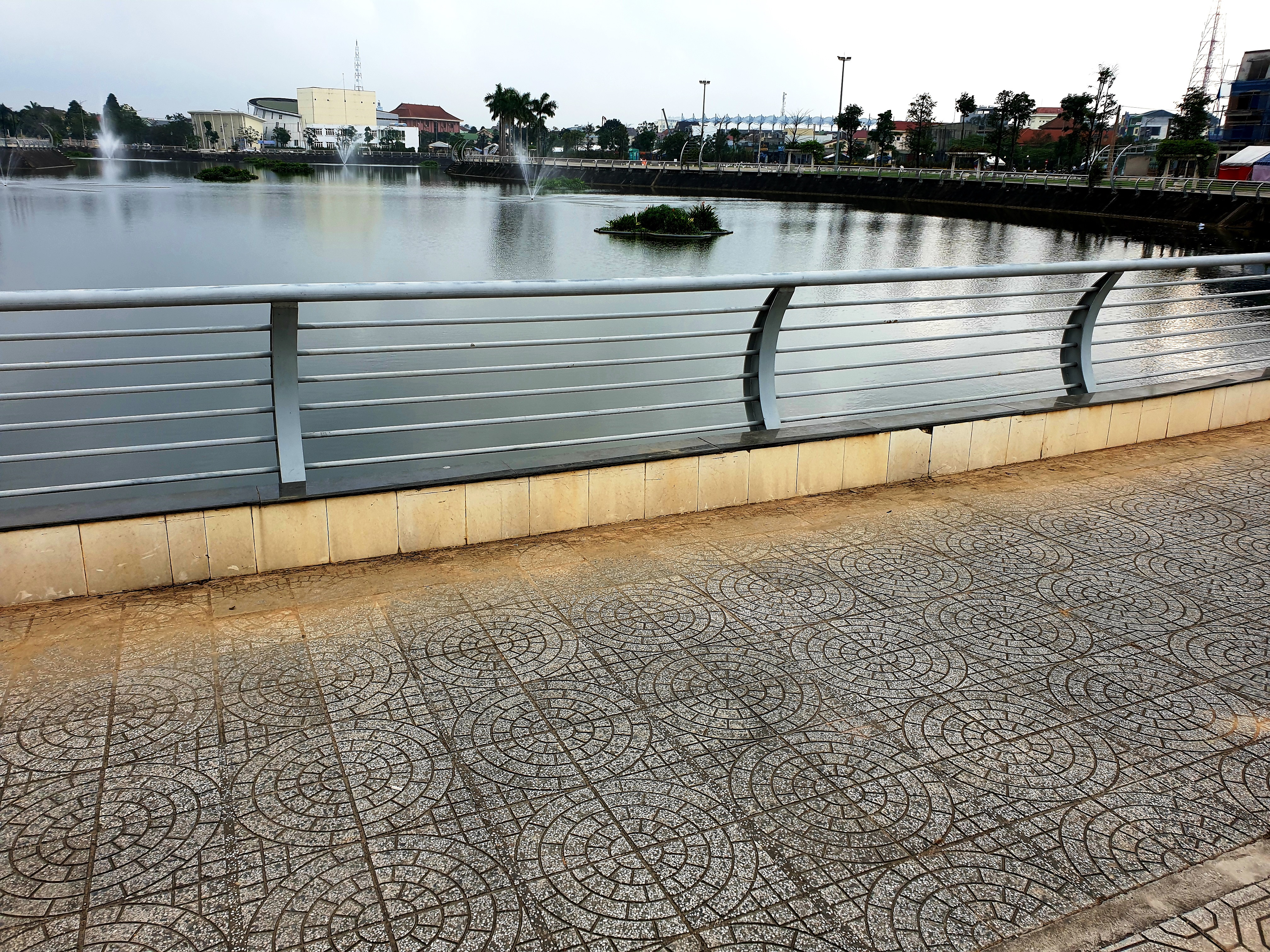
Hồ điều hòa nằm chính giữa Công viên Fidel ở Đông Hà

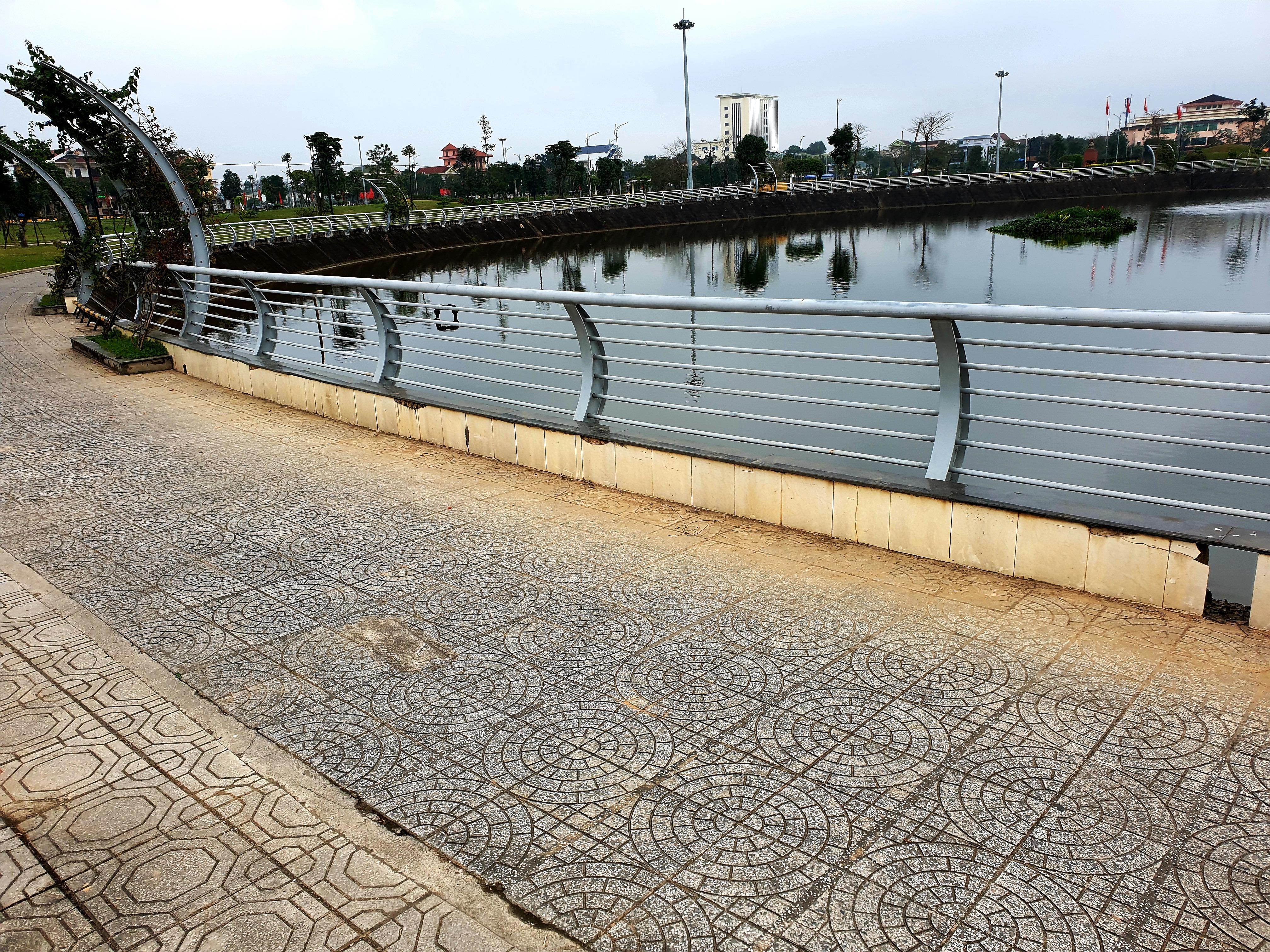
Hồ điều hòa

Hồ điều hòa (tiếng Anh: Balancing lake hay Detention basin, cũng còn gọi là lưu vực tiêu thoát nước đô thị) là một thuật ngữ được sử dụng để mô tả một yếu tố của hệ thống thoát nước đô thị được sử dụng nhằm kiểm soát lũ lụt bằng cách tích trữ tạm thời nước lũ. Đây là công trình có nhiệm vụ điều tiết lưu lượng dòng chảy nước mưa một cách tự nhiên nhằm chống úng, ngập và giảm chi phí xây dựng, quản lí hệ thống thoát nước, nó còn có thể điều chỉnh lưu lượng để phục vụ cho mục đích tưới tiêu trong sản xuất nông nghiệp, bảo vệ môi trường, chúng cũng được sử dụng để quản lý lượng nước trong khi có hiệu quả hạn chế trong việc bảo vệ chất lượng nước trừ khi nó được tích hợp tính năng của một hồ bơi. Một hồ nước lớn có thể cung cấp tiện ích giải trí hữu ích như chèo thuyền, lướt ván hoặc nơi sinh sống của động vật hoang dã.
Ở nội đô thì đầy là dạng hồ nước nhân tạo, được tạo ra với mục đích là dự trữ nước, điều hòa khí hậu, giảm ngập úng cho các khu đô thị, mang lại không khí trong lành cho cư dân. Nếu nguồn nước ngọt hạn chế, hồ điều hòa sẽ cung cấp nước cho sinh hoạt và sản xuất. Hồ điều thường được thiết kế, xây dựng đi cùng với công viên cảnh quan, cây xanh đồng bộ, thẩm mỹ. Theo thuật phong thủy Á đông có câu "Sơn hoàn thủy bao tất hữu khí" nhằm nói tới việc lựa chọn thế đất xây nhà có núi che chắn, có nước chảy bao quanh là điềm lành cho tài vận, nhà hướng thủy sẽ mang đến sự bình yên cho gia chủ, nhà có "thủy minh đường" tốt còn đem lại nguồn sinh khí mát lành, hấp thụ nhiệt năng, điều hòa khí hậu, lại còn là nguồn dinh dưỡng dồi dào bồi đắp cho nền đất, những căn nhà ven sông, hồ thường hội tụ nhiều loại ion giúp thanh lọc không khí, điều tiết nhiệt độ, khiến tâm trạng và cảm xúc của con người được điều hòa, thư thái.